# Unisonic
Unisonic fue un supergrupo alemán creado en el 2010, integrado y liderado por uno de los actuales vocalistas de Helloween, Michael Kiske, junto al bajista Dennis Ward, el baterista Kosta Zafiriou y los guitarristas Mandy Meyer y Kai Hansen (fundador de Helloween). En enero de 2012 lanzan su primer EP Ignition y en marzo de ese mismo año hacen su debut con Unisonic. Uno de los discos más esperados del año y bien valorado por la crítica.

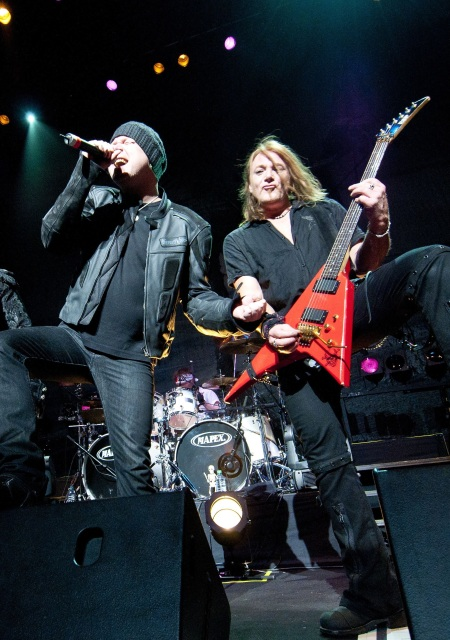
Kiske & Hansen

## Historia
Junto con el bajista Dennis Ward, el batería Kosta Zafiriou (ambos ex Pink Cream 69) y el guitarrista Mandy Meyer (ex Asia), Michael Kiske ha decidido volver a los escenarios después de tanto tiempo. Anteriormente Kiske había grabado dos álbumes en un proyecto llamado Place Vendome con los dos exintegrantes de Pink Cream 69, que fue la banda que tuvo como primer vocalista a Andi Deris, actual vocalista de Helloween.
Tras un tiempo ensayando, la banda anunció lo que para muchos es sorprendente, Kai Hansen, actual vocalista y guitarrista de Gamma Ray se une a la banda, rememorando los años de los grandiosos Keeper of the Seven Keys, en la que fue la época de mayor esplendor de Helloween y para muchos es una combinación de músicos perfecta.
En el festival "Loud Park", llevado a cabo en Japón en 2011, tocaron por primera vez en vivo con Kai Hansen en la formación, debutaron dos nuevas canciones, las cuales se titulan "Unisonic" y "My Sanctuary".
El 8 de diciembre de 2011 subieron a YouTube su primer sencillo oficial, titulado: "Unisonic".
El 21 de marzo de 2012 la banda lanza su primer álbum de título homónimo en Japón y el 30 de marzo en Europa. El álbum fue producido por Dennis Ward, y la portada fue diseñada por Martin Haeusler. La mayor parte de la composición del disco corre a cargo de Dennis Ward y Kai Hansen, con alguna aportaccion de Mandy Meyer como "Unisonic" y "Souls Alive" y Kiske en "No One Ever Sees Me". La edición especial limitada cuenta con un tema más "Over The Rainbow" (Hansen)y la versión japonesa cuenta con "The Morning After"(Kiske, Ward, Meyer) en sustitución de la anteriormente mencionada.

## Discografía
- Ignition (EP, 2012)
- Unisonic (LP, 2012)
- For The Kingdom (EP, 2014)
- Light Of Dawn (LP, 2014)